# VIII. János, Vendôme grófja
Bourbon János (franciául: Jean VIII de Bourbon-Vendôme; 1428. – Lavardin, 1478. január 6.), Lajos, Vendôme grófja és felesége, Blanche de Roucy egyetlen fia.

## Élete
A százéves háború alatt János részt vett Rouen (1449) és Bordeaux (1453) ostromában Jean de Dunois oldalán.
1458-ban annak a királyi bíróságnak tagja volt, amely II. János alençoni herceget halálra ítélte. 1461-ben Champagne grófságot képviselte  XI. Lajos megkoronázásán. János a király mellett harcolt a montlhéryi csatában 1465. július 16-án. Majd annak a királyi bíróságnak tagja volt, amely halálra ítélte unokatestvérét, Jacques de Armagnacot, Nemours hercegét. 1469-ben János azon francia nemesek közé tartozott, akik sikertelenül próbálták meggyőzni XI. Lajost, hogy folytassa a háborút Anglia ellen. Ugyanebben az évben felvették a Szent Mihály-rendbe, amelyet a francia király nem sokkal korábban alapított.
A vendôme-i kolostortemplom kézirata szerint János 1478-ban mérgezésben halt meg. Élete során több vallási épületet emeltetett, mint például a vendôme-i Szent Jakab-kápolnát és a már említett kolostortemplomot, ahová őt is eltemették. 1474-ben a vendôme-i Mária Magdolna-templomot is megépíttette.

## Házassága és gyermekei
1454-ben feleségül vett Isabelle de Beauvaut (1436–1475).
A pár nyolc gyermeke: 
- Jeanne (1460–1487), ∞  Louis de Joyeuse (1450 k.–1498),
- Catherine (1461–1525 k.), ∞ Gilbert de Chabannes,
- Jeanne (1465–1511), 
  - ∞ II. János Bourbon hercege (1426–1488)
    - Lajos, Clermont grófja (1488-?)

  - ∞ III. János Auvergne grófja († 1501),
    - Madeleine de la Tour d’Auvergne

  - ∞ François de la Pause
- Renée (1468–1534), apátnő
- Ferenc, Vendôme grófja  (1470–1495),
- Lajos (1473–1520), ∞ Louise de Bourbon  (1482–1561),
  - III. Louis de Montpensier
- Charlotte (1474–1520), ∞ Engilbert de Clèves, comte de Nevers,
- Isabelle (1475–1532), apátnő

Jánosnak két törvénytelen fia is született:
- Jacques de Vendôme (1455–1524), 1518-ban törvényesítettek, Ligny bárója
- Louis de Vendôme (?–1510), 1490-ben törvényesítettek, 1484-től Avranches püspöke

## Fordítás
- Ez a szócikk részben vagy egészben  a   Jan VIII van Bourbon-Vendôme című holland Wikipédia-szócikk fordításán alapul.  Az eredeti cikk szerkesztőit annak laptörténete sorolja fel. Ez a jelzés csupán a megfogalmazás eredetét és a szerzői jogokat jelzi, nem szolgál a cikkben szereplő információk forrásmegjelöléseként.
- Ez a szócikk részben vagy egészben  a   Jean VIII de Bourbon-Vendôme című francia Wikipédia-szócikk fordításán alapul.  Az eredeti cikk szerkesztőit annak laptörténete sorolja fel. Ez a jelzés csupán a megfogalmazás eredetét és a szerzői jogokat jelzi, nem szolgál a cikkben szereplő információk forrásmegjelöléseként.